# ورزشگاه بریانتئو
ورزشگاه بریانتئو (به ایتالیایی: Stadio Brianteo) ورزشگاهی در شهر مونتزا در کشور ایتالیا است.

## معرفی کلی
استادیوم بریانتئو که به دلایل حمایت مالی از سپتامبر ۲۰۲۰ به استادیوم یو-پاور معروف است، یک استادیوم چند منظوره در شهر مونتزا، ایتالیا و ورزشگاه خانگی این تیم است. این استادیوم که بیشتر برای مسابقات فوتبال استفاده می‌شد، در سال ۱۹۸۸ ساخته شد و ظرفیت آن ۱۶۹۱۷ است. این استادیوم همچنین برای مسابقات راگبی، کنسرت‌ها و رویداد‌های دیگر استفاده می‌شود.
بازی‌های خانگی باشگاه فوتبال مونزا در این ورزشگاه برگزار می‌شود. باشگاه فوتبال مونزا هم‌اکنون در سری آ ایتالیا توپ می‌زند.
این باشگاه فصل‌های قبل‌تر در لیگ‌های دسته پایین‌تر ایتالیا حضور داشت.